# Илиней (деревня)
Илиней — упразднённая деревня в Аромашевском районе Тюменской области России. Входила в состав Малиновского сельского поселения. Исключена из учётных данных в 2004 году.

## География
Располагалась на реке Илиней, у северной окраины болота Алабуга, в 17 км (по прямой) к юго-западу от центра сельского поселения села Малиновка.

## История
До 1917 года входила в состав Аромашевской волости Ишимского уезда Тюменской губернии. По данным на 1926 год состояла из 122 хозяйств. В административном отношении являлась центром Илинейского сельсовета Аромашевского района Ишимского округа Уральской области.

## Население
| 1989 | 2002 |
| ---- | ---- |
| 46   | ↘4   |

По данным переписи 1926 года в деревне проживало 630 человек (298 мужчин и 332 женщины), в том числе: русские составляли 100 % населения.
Согласно результатам переписи 2002 года, в национальной структуре населения русские составляли 75 % из 4 чел.